# Fariha
Fariha é uma cidade e uma nagar panchayat no distrito de Firozabad, no estado indiano de Uttar Pradesh.

## Demografia
Segundo o censo de 2001, Fariha tinha uma população de 5809 habitantes. Os indivíduos do sexo masculino constituem 54% da população e os do sexo feminino 46%. Fariha tem uma taxa de literacia de 58%, inferior à média nacional de 59.5%: a literacia no sexo masculino é de 65% e no sexo feminino é de 50%. Em Fariha, 19% da população está abaixo dos 6 anos de idade.